# Lullo's
De serie Van Binsbergen, Kerstens & Kamphuijs is een creatie van Jiskefet, en staat beter bekend als simpelweg: (De) Lullo's. De afleveringen gaan over drie studenten die vooral een actief leven hebben bij hun dispuut. Ze zijn een parodie op de verenigingsstudent. De drie hoofdpersonen – Kerstens (Herman Koch), Kamphuys (Kees Prins) en Van Binsbergen (Michiel Romeyn) – drinken in alle afleveringen louter alcoholische versnaperingen, dragen vrijwel constant een das en hebben het vooral over hun seksuele escapades, zij het enigszins oppervlakkig (Hé lullo, heb je nog geneukt?). Ook kijken ze neer op alles wat werkt of niet lid van het studentencorps is. Ze urineren doorgaans in de gootsteen (ook al staat een van de anderen er over te geven) en gooien veel van hun troep uit het raam.
De Lullo's zijn ontstaan in de sketch Manolo die werd uitgezonden in april 1995. Kerstens en Kamphuys heten hier nog Wouter en Robert-Jan. De sketch bleek zo'n succes dat later besloten werd deze uit te breiden tot een serie.